# Hagermarsch
Hagermarsch is een gemeente in de Duitse deelstaat Nedersaksen. De gemeente ligt in de regio Oost-Friesland en is bestuurlijk onderdeel van de Samtgemeinde Hage, behorend bij de Landkreis Aurich. Hagermarsch telt 415 inwoners. Qua bevolking is het de dunstbevolkte gemeente van de Samtgemeinde Hage.
De gemeente bestaat uit de kernen Hagermarsch, Junkersrott, Theener en Hilgenriedersiel.
Nabij de kern Hilgenriedersiel ligt een Siel in een dijk, waaraan die plaats haar naam ontleent. Door landaanwinning heeft deze dijk echter zijn taak verloren en is een slaperdijk geworden.